# Grand Prix automobile d'Italie 1936
Le Grand Prix d'Italie 1936 est un Grand Prix comptant pour le Championnat d'Europe des pilotes, qui s'est tenu sur le circuit de Monza le 13 septembre 1936.

## Grille de départ
| 1re ligne | Pos. 3                          |                              | Pos. 2                        |                                   | Pos. 1                            |
| --------- | ------------------------------- | ---------------------------- | ----------------------------- | --------------------------------- | --------------------------------- |
|           | Nuvolari Alfa Romeo 3 min 0 s 6 |                              | Stuck Auto Union 2 min 58 s 8 |                                   | Rosemeyer Auto Union 2 min 56 s 4 |
| 2e ligne  |                                 | Pos. 5                       |                               | Pos. 4                            |                                   |
|           |                                 | Varzi Auto Union 3 min 2 s 0 |                               | Von Delius Auto Union 3 min 1 s 8 |                                   |
| 3e ligne  | Pos. 8                          |                              | Pos. 7                        |                                   | Pos. 6                            |
|           | Dreyfus Alfa Romeo              |                              | Pintacuda Alfa Romeo          |                                   | Farina Alfa Romeo                 |
| 4e ligne  |                                 | Pos. 10                      |                               | Pos. 9                            |                                   |
|           |                                 | Dusio Maserati               |                               | Trossi Maserati                   |                                   |
| 5e ligne  |                                 | Pos. 12                      |                               | Pos. 11                           |                                   |
|           |                                 | Ghersi Maserati              |                               | Biondetti Maserati                |                                   |

## Classement de la course
| Pos  | no | Pilote                | Écurie             | Châssis           | Tours | Temps/Abandon     | Grille | Points |
| ---- | -- | --------------------- | ------------------ | ----------------- | ----- | ----------------- | ------ | ------ |
| 1    | 4  | Bernd Rosemeyer       | Auto Union         | Auto Union Type C | 72    | 3 h 43 min 25 s 0 | 1      | 1      |
| 2    | 18 | Tazio Nuvolari        | Scuderia Ferrari   | Alfa Romeo 12C-36 | 72    | + 2 min 5 s 3     | 3      | 2      |
| 3    | 8  | Ernst von Delius      | Auto Union         | Auto Union Type C | 70    | + 2 tours         | 4      | 3      |
| 4    | 24 | René Dreyfus          | Scuderia Ferrari   | Alfa Romeo 12C-36 | 70    | + 2 tours         | 8      | 4      |
| 5    | 20 | Carlo Maria Pintacuda | Scuderia Ferrari   | Alfa Romeo Monza  | 68    | + 4 tour          | 7      | 4      |
| 6    | 16 | Piero Dusio           | Scuderia Torino    | Maserati 6C-34    | 59    | + 13 tours        | 10     | 4      |
| Abd. | 22 | Giuseppe Farina       | Scuderia Ferrari   | Alfa Romeo 12C-36 | 57    | Mécanique         | 6      | 4      |
| 7    | 10 | Carlo Felice Trossi   | Scuderia Torino    | Maserati V8RI     | 49    | Moteur            | 9      | 5      |
| 7    | 10 | Ettore Bianco         | Scuderia Torino    | Maserati V8RI     | 49    | Moteur            | 9      | n/a    |
| Abd. | 12 | Clemente Biondetti    | Scuderia Maremmana | Maserati 6C-34    | 30    |                   | 11     | 6      |
| Abd. | 6  | Achille Varzi         | Auto Union         | Auto Union Type C | 17    | Moteur            | 5      | 7      |
| Abd. | 6  | Rudolf Hasse          | Auto Union         | Auto Union Type C | 17    | Moteur            | 5      | n/a    |
| Abd. | 2  | Hans Stuck            | Auto Union         | Auto Union Type C | 17    | Accident          | 2      | 7      |
| Abd. | 14 | Pietro Ghersi         | Scuderia Maremmana | Maserati 6C-34    | 2     |                   | 12     | 7      |
| Np.  |    | Rudolf Hasse          | Auto Union         | Auto Union Type C |       | Pilote de réserve |        | 8      |
| Np.  | 12 | Jacques de Rham       | Scuderia Maremmana | Maserati 8CM      |       | Pilote de réserve |        | 8      |
| Np.  | 14 | Ettore Bianco         | Scuderia Torino    | Maserati 6C-34    |       | Pilote de réserve |        | 8      |

- Légende : Abd.=Abandon - Np.=Non partant.

## Pole position et record du tour
- Pole position : Bernd Rosemeyer en 2 min 56 s 4
- Meilleur tour en course : Bernd Rosemeyer en 2 min 59 s 6